# Oshki
Oshki (en géorgien ოშკი) ou Oshk Vank (en arménien Օշկ Վանք) est un monastère arméno-géorgien[réf. nécessaire] fondé dans la seconde moitié du Xe siècle et localisé au Tayk / Tao, dans le nord-est de l'actuelle Turquie. L'église principale, Saint-Jean-le-Baptiste, est érigée de 963 à 973.

## Histoire
La fondation du monastère est supportée par les princes géorgiens Bagrat II de Tao Supérieur et David III d'Ibérie. Il est utilisé par des Arméniens chalcédoniens.[Quand ?]
Le monastère d'Oshki était un centre important de la littérature géorgienne et de l'enseignement au cours du Moyen Âge.